# Chaetomorpha linum
Espèce
Chaetomorpha linum est une espèce d'algues vertes de la famille des Cladophoraceae.

## Description morphologique

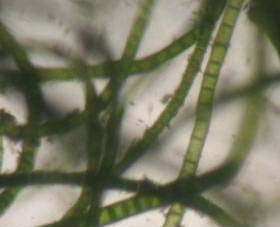
Agrandissement de filaments de Chaetomorpha linum

Cette algue vert foncé est composée de longs filaments vert parfois un peu jaunâtre, non ramifiés mais enchevêtrés, parfois détachés par le ressac ou le courant et entortillés en cordages. Chaque filament mesure de 15 à 30 cm de long et de 0,2 à 0,5 mm de diamètre. Ils sont constitués d’articles visibles à l'œil nu, de forme cylindrique et de une à deux fois plus longs que larges.

## Répartition et habitat
Cette algue est capable de se fixer même sur substrat sablonneux. Des bancs de filaments arrachés et poussés vers des baies abritées peuvent y reprendre leur croissance. Elle préfère les zones abritées et peut se développer dans des eaux saumâtres (lagunes, étangs littoraux…). Elle peut proliférer lors d’apports en nitrates et phosphates (voir Marée verte).
En Europe, on trouve Chaetomorpha linum sur toutes les côtes (Atlantique, Méditerranée, mer Baltique, Manche, mer du Nord).